# Gunung Sigepak
Gunung Sigepak är ett berg i Indonesien.   Det ligger i provinsen Jawa Tengah, i den västra delen av landet, 400 km öster om huvudstaden Jakarta. Toppen på Gunung Sigepak är 855 meter över havet, eller 423 meter över den omgivande terrängen. Bredden vid basen är 15,6 km.
Terrängen runt Gunung Sigepak är huvudsakligen kuperad. Runt Gunung Sigepak är det mycket tätbefolkat, med 1 221 invånare per kvadratkilometer. I omgivningarna runt Gunung Sigepak växer i huvudsak städsegrön lövskog.